# Kumiko Okae
Kumiko Okae (岡江 久美子?, Okae Kumiko; Setagaya, 23 agosto 1956 – Tokyo, 23 aprile 2020) è stata un'attrice, doppiatrice e conduttrice televisiva giapponese.

## Biografia
Nata Kumiko Okae, era nota anche come Kumiko Ōwada (大和田 久美子?, Ōwada Kumiko) avendo assunto il cognome del marito, l'attore Baku Ōwada. La coppia ebbe una figlia, Miho Ōwada, nata nel 1983, anche lei attrice.
Esordì negli anni settanta come attrice televisiva, apparendo da allora in un gran numero di produzioni per il piccolo schermo. Fu anche doppiatrice e conduttrice di diversi programmi, in particolare, Hanamaru Market, trasmesso per quasi vent'anni (1996-2014) da Tokyo Broadcasting System.
Nell'autunno del 2019 le venne diagnosticato un tumore al seno, molto aggressivo. Nell'aprile del 2020, mentre si trovava ricoverata in ospedale, contrasse il COVID-19, che l'avrebbe poi portata alla morte il 23 di quello stesso mese all'età di 63 anni.